# Yörük Ali Efe
 (mai 2020).
Pour les articles homonymes, voir Efe.
Yörük Ali Efe, né en 1895 à Aydın et mort le 23 septembre 1951 à Bursa, est un un efe, un combattant de la guerre d'indépendance turque (1919-1923) et un officier militaire turc.